# Ethenzamide
Ethenzamide là một thuốc giảm đau và chống viêm thông dụng, được sử dụng để hạ sốt, giảm đau đầu, và các cơn đau nhẹ khác. Nó là thành phần chính trong rất nhiều thuốc chống cảm lạnh và cảm cúm.